# Cyclosa mocoa
Cyclosa mocoa Levi, 1999 è un ragno appartenente alla famiglia Araneidae.

## Etimologia
Il nome della specie deriva dalla città di Mocoa, nel cui territorio sono stati rinvenuti i primi esemplari

## Caratteristiche
L'olotipo femminile ha dimensioni: cefalotorace lungo 1,5mm, largo 1mm; opistosoma lungo 3,8mm.

## Distribuzione
La specie è stata reperita nella Colombia meridionale: nel circondario del comune di Mocoa, capoluogo del dipartimento di Putumayo.

## Tassonomia
Al 2013 non sono note sottospecie e dal 1999 non sono stati esaminati nuovi esemplari.